# 桐山瑛裕
桐山 瑛裕（きりやま あきひろ、本名：諏訪 英人〈すわ ひでと〉 ）は、日本の脚本家、演出家、俳優。
「NOVA.company」所属、「Bloom Lab.（元SUPERNOVA）」所属。

## 経歴・人物
青森県三沢市出身。大阪産業大学附属高等学校卒業。
青森県三沢市に生まれ、小学6年生の頃に大阪府へ転居。大阪産業大学付属高校の演劇部に入部し、俳優としての初舞台を経験した。その後、在学中に芸能プロダクションの研究生となり、エキストラで映画に出演する。
2015年（高校3年生時）に自身が主宰する劇団「ハネオロシ」を旗揚げし、諏訪英人名義で脚本家・演出家デビュー。大阪の小劇場を中心に活動した。2020年より拠点を東京へ移し、2021年にはペンネームも桐山瑛裕と変え、精力的に活動を続けている。
主な脚本作に『カラフル(原作/森絵都)』『ほむら先生はたぶんモテない(原作/せかねこ)』『雨降る正午、風吹けば』『遠く吠えて花火をあげる』など。

## 主な活動経歴

### 舞台

#### 桐山瑛裕名義での活動
- イベント企画OZ『蒼天の宴』(2021年7月-吉祥寺シアター)脚本/演出
- 花葵プロジェクト『夏休みごっこ』(公演中止 2021年9月-ブローダーハウス)
- イベント企画OZ『JOOOKE!!/はじめまして』(2021年11月-よしもと沖縄花月)脚本/演出/出演
- ハネオロシ『春征くキネマ、桜舞う』(2021年12月-シアターグリーンBIG TREE THEAER)
- イベント企画OZ『月光鴉』(2022年2月-シアターグリーンBOX in BOX)脚本/演出
- 爆走おとな小学生『東京怪獣物語』(2022年4月-アトリエファンファーレ高円寺)脚本/演出
- ソフトボイルド『小生とアトムの世界列車』(2022年8月-アトリエファンファーレ高円寺)脚本
- ks.EnterTAIN企画『Deep Dance Dollys！』(2022年7月-新宿シアターミラクル)脚本
- SUPERNOVA『雨降る正午、風吹けば』(2022年7月-王子小劇場、8月-大阪市立芸術創造)脚本/演出
- ハネオロシ×SUPERNOVA『万雷の喝采』(2022年8月-新宿シアターブラッツ)脚本/演出
- 旅する演劇プロジェクト『白線の内側』(2022年9月-山口県シネマヌーヴェル)脚本/演出
- 爆走おとな小学生『銀河鉄道のなかで』(2022年10月-アトリエファンファーレ高円寺)脚本/演出
- 爆走おとな小学生『カラフル(原作/森絵都)』(2022年10月-東京ドームシティ シアターGロッソ)脚本
- 爆走おとな小学生『ヤドリギの妖精たち』(2022年12月-新宿シアターミラクル)脚本
- SUPERNOVA『遠く吠えて花火をあげる』(2023年2月-王子小劇場)脚本/演出
- キミに贈る朗読会『ほむら先生はたぶんモテない(原作/せかねこ)』(2023年3月-横浜ランドマークホール)脚本
- キミに贈る朗読会『藍色ノスタルジー』(2023年4月-MsmileBOX 渋谷)脚本/演出[1]
- キミに贈る朗読会『藍色ノスタルジー vol.2』(2023年6月-MsmileBOX 渋谷)脚本/演出[2]
- SUPERNOVA『アギト-ultionem finalem-』(2023年7月-シアター・アルファ東京)脚本/演出[3]
- キミに贈る朗読会『藍色ノスタルジー vol.3』(2023年8月-MsmileBOX 渋谷)脚本/演出[4]
- キミに贈る朗読会『灰桜色メモリー』(2023年9月-MsmileBox渋谷)脚本/演出
- NOVA READING vol.01 『銀河鉄道のなかで』(2023年9月-MsmileBox渋谷)脚本/演出
- キミに贈る朗読会『ハロウィン特別編』(2023年10月-MsmileBox渋谷)演出
- NOVA READING vol.02 『アイを捧げてアイロニー』(2023年11月-MsmileBox渋谷)総合演出・プロデュース
- キミに贈る朗読会『藍色ノスタルジー vol.4』(2023年11月-MsmileBox渋谷)脚本/演出
- 演劇ユニット[爆走おとな小学生]再演 朗読劇『カラフル』(2023年11月-CBGKシブゲキ‼)脚本
- リンクスプロデュース『白線の内側』(2023年12月-アカルスタジオ)脚本/演出/出演
- NOVA READING vol.03 『アンシャンテ・ノエル』(2023年12月-MsmileBox渋谷)総合演出・プロデュース
- SUPERNOVA『泡沫の空に光を飛ばした』(2024年2月-王子小劇場)脚本/演出
- キミに贈る朗読会『藍色ノスタルジー vol.5』(2024年2月-MsmileBox渋谷)脚本/演出
- 爆走おとな小学生『東京怪獣物語-再演-』(2024年3月-サンモールスタジオ)脚本
- NOVAREADING vol.4『館、あるいは情景』(2024年4月-アルネ543)総合演出・プロデュース
- キミに贈る朗読会『灰桜色メモリーvol.2』(2024年4月-MsmileBox渋谷)脚本/演出
- SUPERNOVA『遠く吠えて花火をあげる』(2024年5,6月-王子小劇場)脚本/演出
- 舞台『夏空のモノローグ』(2024年7月-シアターサンモール)脚本/演出[5]
- NOVA READING vol.5『異世怪論』（2024年9月-MsmileBOX渋谷）監修/プロデュース
- 3TUNES 朗読劇『冬来りなば、春遠からじ』(2024年9月-文化放送メディアプラスホール）脚本
- キミに贈る朗読会『藍色ノスタルジーvol.6』（2024年9月-MsmileBOX渋谷）脚本/演出
- 爆走おとな小学生　舞台『シュヴァルツ・ゼルドナー』（2024年9月-キンケロシアター）脚本
- キミに贈る朗読会『錆色オルゴール』（2024年9月-MsmileBOX渋谷）脚本/演出
- 演劇ユニット[爆走おとな小学生]再々演 朗読劇『カラフル』(2024年11月-CBGKシブゲキ‼) 脚本
- NOVA.company『明日を生きる為の朗読四部作』（2025年2月-Route Theater 全作品の脚本/演出
- Bloom Lab.本公演『明日もかろうじて、生きている。』（2025年5月-下北沢シアター711） 脚本/演出

#### 諏訪英人名義での活動
- 劇団ハネオロシ『飛べないアトム』（2015年9月-大阪 ウイングフィールド）脚本/出演
- 劇団カメハウス『MEMENTO2~甘キ死ヨキタレ~』(2015年12月-大阪 一心寺シアター倶楽)出演
- 劇団ハネオロシ『JACK』(2016年7月-大阪 シアトリカル應典院)脚本/演出/出演
- 劇団ハネオロシ『ウソツカズ』(2016年10月-大阪 シアターカフェNyan)脚本/出演
- 劇団ハネオロシ『明日の話をしようか。』(2016年12月-大阪 オーバルシアター)脚本/出演
- 劇団ハネオロシ『仁義なきROCK！』(2017年2月-大阪市立芸術創造館)脚本/演出
- SSproduce若~waka~『白線の内側』(初演2017年6月-大阪船場サザンシアター、再演2017年11月-大阪難波サザンシアター)脚本/演出
- SSproduce若~waka~『宇宙がいっしょ』(2017年11月-大阪 難波サザンシアター)
- 劇団ハネオロシ『失笑(笑)』（2017年12月-大阪 HEPHALL）脚本/演出/出演
- お気楽ロジック『パレット』(2018年3月-大阪市立芸術創造館)脚本協力
- ハネオロシ『世界の目-高校生編/監獄編-』(2018年8月-大阪 オーバルシアター)脚本/演出
- 120プロデュース『白線の内側』(2018年10月-大阪 オーバルシアター)脚本/演出
- ハネオロシ『ジャングルランド』(2018年12月-大阪市立芸術創造)脚本/演出
- SHASEN×ステージタイガー『スロウステップスマイル』(2019年2月-大阪 近鉄アート館)出演
- NOVATHEATRE『はじめまして』(2019年2月-大阪 ステージプラス)脚本/出演
- NOVATHEATRE『オルゴールと君の夜に』(2019年3月-大阪 ステージプラス)脚本/出演
- キングプロデュース『白線の内側』(2019年5月-大阪 難波サザンシアター)脚本/演出
- ハネオロシ『雨降る正午、風吹けば』(2019年9月-大阪 難波サザンシアター)脚本/演出
- 中山さつきプロデュース『宇宙がいっしょ』(2019年10月-東京 サブテレニアン)脚本/演出
- 朗読劇『ときめきステーショナリーズ2』(2020年6月-東京G SQUARE)脚本

#### 映像作品
- 映画『風に立つライオン』出演
- アイビーカラー製作短編ドラマ『君と歩いた、私の街[6]』（YouTube公開）脚本
- 爆走おとな小学生『ドライフラワー』(クラウドファンディング配信限定公演)脚本/演出
- 爆走おとな小学生『東京怪獣物語』（クラウドファンディング配信限定公演）脚本/演出